# 梅雷尔·科奈因
梅雷尔·科奈因（荷蘭語：Merel Conijn，2001年10月19日—），荷兰女子速度滑冰运动员，2020年世界青年速度滑冰锦标赛女子团体追逐金牌得主、女子1500米、女子3000米和女子集体出发铜牌得主、2025年世界单程距离速度滑冰锦标赛女子3000米铜牌得主。